# Федоткин, Александр Александрович
Александр Александрович Федоткин (3 ноября 1955, Шацк, СССР — ?) — советский легкоатлет, специализировавшийся в беге на 5000 метров. Серебряный призёр чемпионата Европы 1978 года. Выступал на Олимпийских играх 1980 года, где занял 8-е место в финальном забеге. Мастер спорта СССР международного класса.

## Биография
Ещё школьником Александр Федоткин начал проявлять недюжинные способности в беге. Начал тренироваться в легкоатлетической секции Шацка у тренера Анатолия Фанкова. После окончания школы приехал в Минск, но не сумел поступить в Минский институт физкультуры. Стал упорно тренироваться с Александром Фёдоровичем Агрызкиным. В 1974 году он победил на Кубке Риги в беге на 5000 м. В 1975 году на Спартакиаде народов СССР занял 6-е место в беге на 5000 м, а через 3 дня на молодёжном первенстве СССР выиграл 10 000 метров. Его пригласили в сборную СССР, в которой он 10 лет представлял страну на самых крупных международных соревнованиях.
Погиб, не дожив до 50 лет. Похоронен в г. Шацке 10.1.1998.

## Личные рекорды
- 1500 м — 3.38,4 (1979)
- 3000 м (в зале) — 7.45,50 (25 февраля 1979, Вена)
- 5000 м — 13.17,66 (10 июля 1979, Будапешт)
- 10 000 м — 27.41,89 (4 сентября 1979, Брюссель)